# Draconanthes
Draconanthes là một chi thực vật có hoa trong họ Lan.